# Andrea Günter
Andrea Günter (* 1963) ist eine deutsche Philosophin, Theologin und Autorin.

## Ausbildung und berufliche Tätigkeit
Nach dem Abitur im Jahr 1983 und ihrem Studium der Philosophie, Germanistik und katholischen Theologie in Heidelberg und Freiburg im Breisgau absolvierte sie im Dezember 1986 ihr Diplom zum Thema Christliche Sozialarbeit und Sozialwissenschaft. Sie promovierte im November 1996 mit dem Thema Literatur und Kultur als Geschlechterpolitik. Feministischliteraturwissenschaftliche Begriffe und ihre Denk(t)räume. Sie habilitierte im Juni 2000 zum Thema Politische Philosophie und das Denken der Geschlechterdifferenz. Sie erhielt im November 2003 den Doktor der Theologie an der Katholischen Fakultät der Universität Würzburg, Fachbereich Fundamentaltheologie, für ihre Arbeit zum Thema Transzendenz, Geschlechterdifferenz und die Suche nach Rückbindung bei Simone de Beauvoir, Luce Irigaray und den Philosophinnen von DIOTIMA.
Sie ist Referentin in der Fort- und Weiterbildung, sowohl im Zusammenhang mit der Frauenbewegung als auch in der beruflichen Fort- und Weiterbildung. Im Rahmen von Lehraufträgen und Gastdozenturen ist sie an Hochschulen tätig.
Ihr Werk bezieht sich unter anderem auf Philosophie und Theologie, insbesondere auch  feministische Theologie.

## Werk und politische Positionen

### Zu Entwicklungen des Familien- und Geschlechtermodells
Günter sieht in der Intensität der in Deutschland geführten Debatte um die Vereinbarkeit von Familie und Beruf eine Verdeckung anderer Themen. Insbesondere verdecke eine intensiv geführte Diskussion über Frauen- und Familienfreundlichkeit und die Kinderfrage eine Ratlosigkeit im Hinblick auf die allgemeine Entwicklung der Geschlechterbeziehungen und der Gesellschaft. Aus dem gesellschaftlichen Blickfeld gerate dabei insbesondere eine Benachteiligung hoch qualifizierter Frauen allgemein, auch ohne Kinder. Sie hebt hervor, dass bereits lange zuvor ein Eintritt ins Kloster für eine Frau einen Schritt der Befreiung darstellen konnte, und dass beispielsweise eine Tätigkeit im Roten Kreuz als Krankenschwester beziehungsweise als Leiterin einer Klinik einen angenehmen Beruf mit Einfluss beziehungsweise eine Leitungsfunktion mit Macht und Entfaltungsmöglichkeit bedeutete. Für die Emanzipation sei es entscheidend, dass Frauen ein Recht auf das Öffentliche hätten, insbesondere nennt sie im Sinne von Hannah Arendt „ein Recht auf das Öffentliche, das heißt ein Recht darauf, zu sehen und gesehen zu werden, zu sprechen und gehört zu werden“. Als öffentlicher Ort sind laut Günter insbesondere die Universitäten hervorzuheben.
Bezüglich der Geschlechterfrage und der Neuverteilung von Geld und Ressourcen zwischen den Geschlechtern sagt Günter aus, dass das Ernährermodell de facto schon lange außer Kraft gesetzt sei, vermutlich seit Mitte der 1990er Jahre. Sie verweist in diesem Zusammenhang auf eine Aufkündigung des Gesellschafts- und Geschlechtervertrags: Da angesichts sinkender Reallöhne kaum mehr gewährleistet sei, dass ein durchschnittlicher Lohn eine Familie finanzieren kann, und Familien zunehmend auf einen Zuverdienst angewiesen seien, bleibe „auch den Konservativen nichts anderes übrig als die Erwerbstätigkeit von Frauen zu fördern, sollen nicht noch mehr Menschen vom Staat abhängig sein“.

### Ökonomie
Bezüglich ökonomischer Verhältnisse hebt Günter die Position von Ökonomiewissenschaftlerin Luise Gubitzer hervor, nach der unterschiedlichen Logiken der Ökonomie bestehen, mit denen jeweils heterogene Verhältnisse zwischen Ökonomie und Staat einhergehen. Die Finanzkrise sieht Günter als eine Kulturkrise an, und sie betont die Bedeutung der Frage, warum die Realwirtschaft die Spekulationswirtschaft hervorgebracht habe. In diesem Zusammenhang hebt sie die Rolle der Politik als Realitätsstifter hervor und beurteilt Nachhaltigkeit als „das einzig zeitgemäße Maß der Realwirtschaft, wenn diese keine Spekulationswirtschaft bleiben soll“. So sieht sie es als heute vordringliche Aufgabe der Politik, des Staats und der westlichen Welt an, „in eindeutiger Weise für die umfassende Nachhaltigkeit einzustehen“.

## Publikationen
- Andrea Günter: Konzepte der Ethik – Konzepte der Geschlechterverhältnisse. Passagen, Wien 2014. ISBN 978-3-7092-0116-9
- Bernd Schmid, Andrea Günter: Systemische Traumarbeit. Der schöpferische Dialog anhand von Träumen. Vandenhoeck & Ruprecht, 2012, ISBN 978-3-525-40181-1.
- Andrea Günter: Platons Politeia. Philosophie. Pluralität. Gerechtigkeit. Passagen Verlag, Wien, 2010, ISBN 978-3-85165-9498
- Andrea Günter: Mutter – Sprache – Autorität. Sprechenlernen und Weltkompetenz. Göttert, 2009, ISBN 978-3-939623-14-4.
- Andrea Günter: Geist schwebt über Wasser. Postmoderne und Schöpfungstheologie. Passagen-Verlag, 2008, ISBN 978-3-85165-813-2.
- Andrea Günter: Vätern einen Platz geben. Aufgabe für Frauen und Männer. Göttert, 2007, ISBN 978-3-939623-01-4.
- Andrea Günter: Welt, Stadt, Zusammenleben. Pluralität und Geschlechterphilosophien. Helmer, 2007, ISBN 978-3-89741-247-7.
- Andrea Günter (Hrsg.): Frauen – Autorität – Pädagogik. Theorie und reflektierte Praxis. Helmer, 2006, ISBN 3-89741-217-9.
- Hanna Habermann, Ute Wannig, Barbara Hein, Iren Steiner, Andrea Günter: Selbstbestimmt und solidarisch. Frauen und das Alter. Göttert, 2005, ISBN 3-922499-81-3.
- Maren Frank, Andrea Günter, Ursula Knecht-Kaiser, Andrea Kölzer, Birge Krondorfer, Stefanie Krüger, Ulrike Moeller, Silke Petersen, Ulrike Wagener, Maria Wolf: Sinn – Grundlage von Politik, Göttert, 2005, ISBN 3-922499-82-1.
- Andrea Günter (Hrsg.): Maria liest. Das heilige Fest der Geburt. 2004, ISBN 3-922499-70-8.
- Andrea Günter: Frauen vor Bilder – Frauenvorbilder. Die weibliche Suche nach Orientierung. Göttert, 2003, ISBN 3-922499-65-1.
- Andrea Günter: Weltliebe. Gebürtigkeit, Geschlechterdifferenz und Metaphysik. Helmer, 2003, ISBN 3-89741-132-6.
- Andrea Günter: „Der Sternenhimmel in uns“. Transzendenz, Geschlechterdifferenz und die Suche nach Rückbindung bei Simone de Beauvoir, Luce Irigaray und den Philosophinnen von DIOTIMA. Helmer, 2003, ISBN 3-89741-097-4.
- Andrea Günter:  Heilende Zeiträume. Mutter, Sprache, Sinn. Göttert, 2002, ISBN 3-922499-60-0.
- Andrea Günter: Die weibliche Seite der Politik. Ordnung der Seele, Gerechtigkeit der Welt. Helmer, 2001, ISBN 3-89741-067-2.
- Andrea Günter: Die weibliche Hoffnung der Welt. Die Bedeutung des Geborenseins und der Sinn der Geschlechterdifferenz. Kaiser, Gütersloher Verlags-Haus, 2000, ISBN 3-579-02667-4.
- Andrea Günter (Hrsg.): Frauen, Mystik, Politik in Europa. Beiträge aus Italien, Spanien und Deutschland. Helmer, 2000, ISBN 3-89741-043-5.
- Andrea Günter: Von der Weisheit die Mutter zu lieben – weibliche Freiheit und Selbsthilfe. Beratungsstelle Mütterhilfe (Zürich), 1999.
- Andrea Günter (Hrsg.): Die Welt zur Welt bringen. Politik, Geschlechterdifferenz und die Arbeit am Symbolischen. Helmer, 1999, ISBN 3-89741-030-3.
- Ulrike Wagener, Dorothee Markert und Antje Schrupp, Andrea Günter: Liebe zur Freiheit, Hunger nach Sinn. Flugschrift über Weiberwirtschaft und den Anfang der Politik, Göttert, 1999, ISBN 3-922499-36-8.
- Andrea Günter (in Zusammenarbeit mit Helga Deussen Meyer): Weiberwirtschaft weiterdenken. Feministische Ökonomiekritik als Arbeit am Symbolischen. Ed. Exodus, 1998
- Andrea Günter: Politische Theorie und sexuelle Differenz. Feministische Praxis und die symbolische Ordnung der Mutter. Helmer, 1998, ISBN 3-89741-009-5.
- Andrea Günter: Literatur und Kultur als Geschlechterpolitik. Feministisch-literaturwissenschaftliche Begriffswelten und ihre Denk(t)räume. Helmer, 1997, ISBN 3-927164-96-8.
- Andrea Günter (Hrsg.): Feministische Theologie und postmodernes Denken. Zur theologischen Relevanz der Geschlechterdifferenz. Kohlhammer, 1996, ISBN 3-17-014008-6.
- Andrea Günter: Weibliche Autorität, Freiheit und Geschlechterdifferenz. Bausteine einer feministischen politischen Theorie. Helmer, 1996, ISBN 3-927164-05-4.
- Andrea Günter, Veronika Mariaux (Hrsg.): Papierne Mädchen – dichtende Mütter. Lesen in der weiblichen Genealogie. Helmer, 1994, ISBN 3-927164-22-4.